# Pouzol
Pour les articles homonymes, voir Pouzol (homonymie).
Pour les articles ayant des titres homophones, voir Pouzols, Pouzolles et Pouzzoles.
Pouzol est une commune française, située dans le département du Puy-de-Dôme en région Auvergne-Rhône-Alpes.

## Géographie

### Localisation
Pouzol est située au nord du département du Puy-de-Dôme.
Six communes sont limitrophes :
| Servant            |        | Saint-Gal-sur-Sioule |
| Menat              | Pouzol | Marcillat            |
| Saint-Rémy-de-Blot |        | Saint-Pardoux        |

### Climat
Pour des articles plus généraux, voir Climat d'Auvergne-Rhône-Alpes et Climat du Puy-de-Dôme.
En 2010, le climat de la commune est de type climat océanique dégradé des plaines du Centre et du Nord, selon une étude du Centre national de la recherche scientifique s'appuyant sur une série de données couvrant la période 1971-2000. En 2020, Météo-France publie une typologie des climats de la France métropolitaine dans laquelle la commune est exposée à un climat de montagne ou de marges de montagne et est dans la région climatique  Ouest et nord-ouest du Massif Central, caractérisée par une pluviométrie annuelle de 900 à 1 500 mm, maximale en automne et en hiver. 
Pour la période 1971-2000, la température annuelle moyenne est de 9,3 °C, avec une amplitude thermique annuelle de 15,6 °C. Le cumul annuel moyen de précipitations est de 886 mm, avec 11,6 jours de précipitations en janvier et 7,8 jours en juillet. Pour la période 1991-2020, la température moyenne annuelle observée sur la station météorologique de Météo-France la plus proche, « Echassières_sapc », sur la commune d'Échassières à 11 km à vol d'oiseau, est de 10,3 °C et le cumul annuel moyen de précipitations est de 847,3 mm,. Pour l'avenir, les paramètres climatiques de la commune estimés pour 2050 selon différents scénarios d'émission de gaz à effet de serre sont consultables sur un site dédié publié par Météo-France en novembre 2022.

## Urbanisme

### Typologie
Au 1er janvier 2024, Pouzol est catégorisée commune rurale à habitat très dispersé, selon la nouvelle grille communale de densité à sept niveaux définie par l'Insee en 2022.
Elle est située hors unité urbaine. Par ailleurs la commune fait partie de l'aire d'attraction de Clermont-Ferrand, dont elle est une commune de la couronne,. Cette aire, qui regroupe 209 communes, est catégorisée dans les aires de 200 000 à moins de 700 000 habitants,.

### Occupation des sols
L'occupation des sols de la commune, telle qu'elle ressort de la base de données européenne d’occupation biophysique des sols Corine Land Cover (CLC), est marquée par l'importance des territoires agricoles (60,9 % en 2018), une proportion identique à celle de 1990 (60,9 %). La répartition détaillée en 2018 est la suivante : forêts (38,8 %), prairies (34,9 %), zones agricoles hétérogènes (26,1 %), zones urbanisées (0,3 %). L'évolution de l’occupation des sols de la commune et de ses infrastructures peut être observée sur les différentes représentations cartographiques du territoire : la carte de Cassini (XVIIIe siècle), la carte d'état-major (1820-1866) et les cartes ou photos aériennes de l'IGN pour la période actuelle (1950 à aujourd'hui).

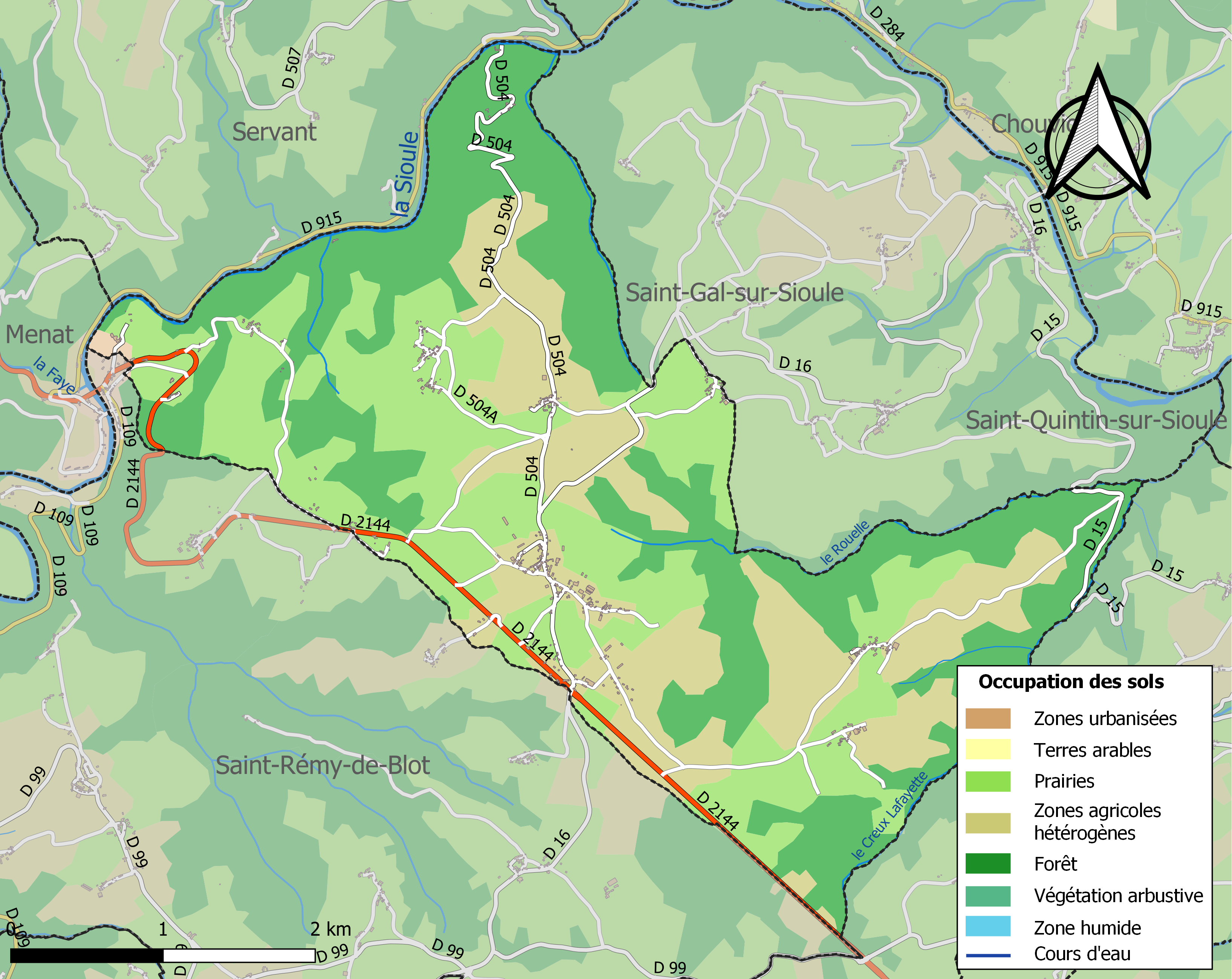
Carte des infrastructures et de l'occupation des sols de la commune en 2018 (CLC).

### Voies de communication et transports
La commune est traversée par les routes départementales 16 (reliant Blot-l'Église au sud à Saint-Gal-sur-Sioule au nord-est), 504 (du chef-lieu à Lavaux), 504a (reliant Bonneuil, sur la D 504, à la Bussière et à Lavaux), et 2144 (ancienne route nationale 144 reliant Montluçon et Saint-Éloy-les-Mines à Combronde et Clermont-Ferrand).

## Toponymie
L'origine du nom de Pouzol viendrait du latin puteus qui signifie puits.
Le nom actuel est la francisation de l'ancien occitan Posol (bourbonnais du Croissant), ce qui se prononce comme « Pouzol » en français.

## Histoire
Pouzol faisait partie sous l'Ancien Régime de la Généralité de Moulins et de son élection de Gannat.

## Politique et administration

### Découpage territorial
La commune de Pouzol est membre de la communauté de communes Combrailles Sioule et Morge, un établissement public de coopération intercommunale (EPCI) à fiscalité propre créé le 1er janvier 2017 dont le siège est à Manzat. Ce dernier est par ailleurs membre d'autres groupements intercommunaux. Jusqu'en 2016, elle était membre de la communauté de communes du Pays de Menat dont elle était le siège de juin 2015 à sa disparition.
Sur le plan administratif, elle est rattachée à l'arrondissement de Riom depuis 1801, à la circonscription administrative de l'État du Puy-de-Dôme et à la région Auvergne-Rhône-Alpes. Elle faisait partie, jusqu'en mars 2015, du canton de Menat.
Sur le plan électoral, elle dépend du canton de Saint-Georges-de-Mons pour l'élection des conseillers départementaux, depuis le redécoupage cantonal de 2014 entré en vigueur en 2015, et de la deuxième circonscription du Puy-de-Dôme pour les élections législatives, depuis le dernier découpage électoral de 2010 (sixième circonscription avant 2010).

### Élections municipales et communautaires

#### Élections de 2020
Le conseil municipal de Pouzol, commune de moins de 1 000 habitants, est élu au scrutin majoritaire plurinominal à deux tours avec candidatures isolées ou groupées et possibilité de panachage. Compte tenu de la population communale, le nombre de sièges à pourvoir lors des élections municipales de 2020 est de 11. La totalité des onze candidats en lice est élue dès le premier tour, le 15 mars 2020, avec un taux de participation de 66,05 %.

#### Chronologie des maires

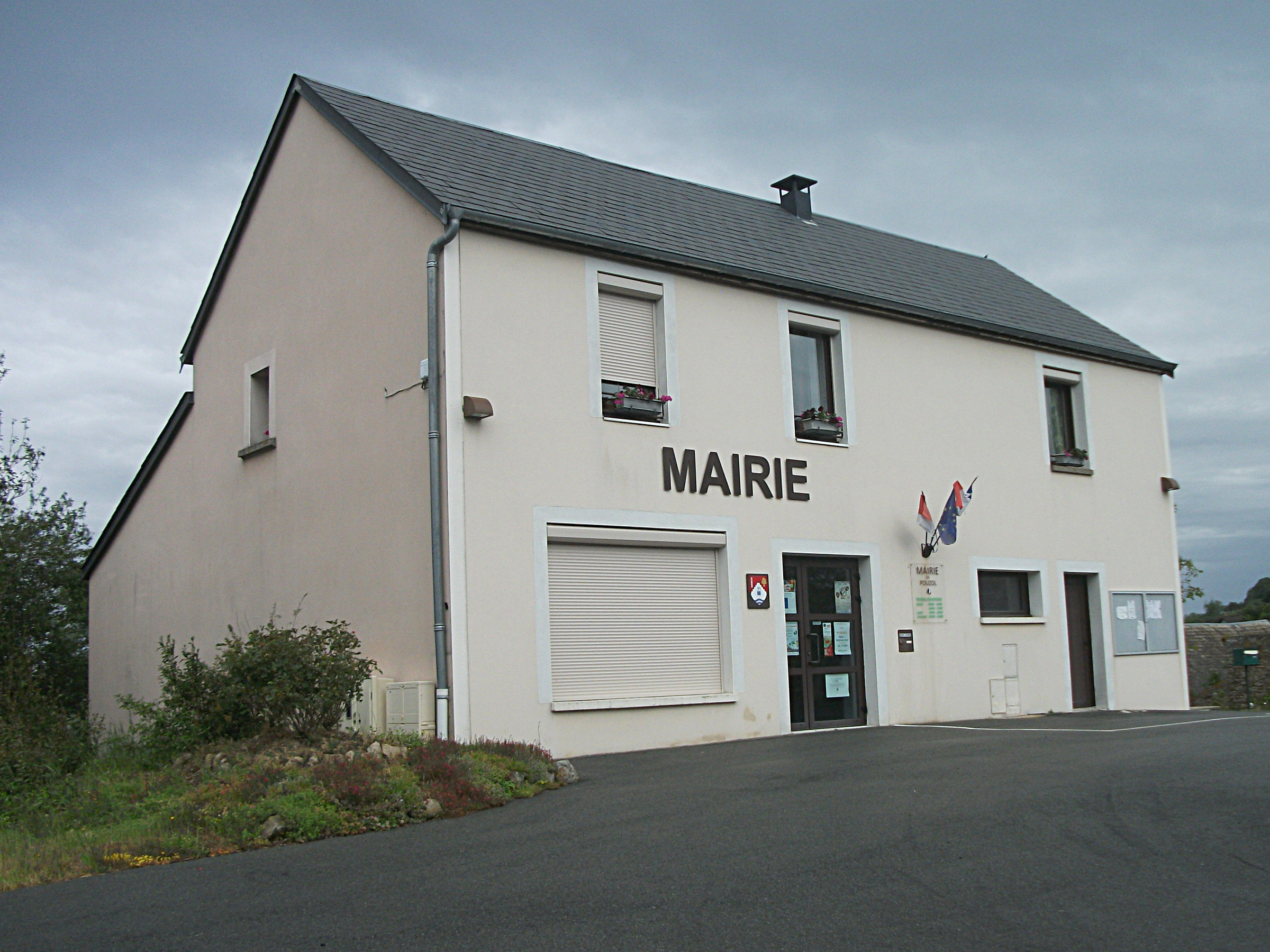
La mairie.

| Période                                  | Période                         | Identité                    | Étiquette | Qualité   |
| ---------------------------------------- | ------------------------------- | --------------------------- | --------- | --------- |
| Les données manquantes sont à compléter. |                                 |                             |           |           |
| 2008                                     | mai 2020                        | Mme Lilyane Hovart-Brechard |           |           |
| mai 2020                                 | En cours (au 26 septembre 2021) | Catherine Biscarat          |           | Retraitée |

## Population et société

### Démographie
L'évolution du nombre d'habitants est connue à travers les recensements de la population effectués dans la commune depuis 1793. Pour les communes de moins de 10 000 habitants, une enquête de recensement portant sur toute la population est réalisée tous les cinq ans, les populations de référence des années intermédiaires étant quant à elles estimées par interpolation ou extrapolation. Pour la commune, le premier recensement exhaustif entrant dans le cadre du nouveau dispositif a été réalisé en 2005.

En 2022, la commune comptait 270 habitants, en évolution de −2,17 % par rapport à 2016 (Puy-de-Dôme : +2,1 %, France hors Mayotte : +2,11 %).
| 1793 | 1800 | 1806 | 1821 | 1831 | 1836 | 1841 | 1846 | 1851 |
| ---- | ---- | ---- | ---- | ---- | ---- | ---- | ---- | ---- |
| 630  | 620  | 669  | 721  | 759  | 734  | 677  | 736  | 724  |

| 1856 | 1861 | 1866 | 1872 | 1876 | 1881 | 1886 | 1891 | 1896 |
| ---- | ---- | ---- | ---- | ---- | ---- | ---- | ---- | ---- |
| 701  | 734  | 713  | 709  | 701  | 725  | 774  | 780  | 817  |

| 1901 | 1906 | 1911 | 1921 | 1926 | 1931 | 1936 | 1946 | 1954 |
| ---- | ---- | ---- | ---- | ---- | ---- | ---- | ---- | ---- |
| 746  | 726  | 664  | 586  | 509  | 492  | 450  | 353  | 295  |

| 1962 | 1968 | 1975 | 1982 | 1990 | 1999 | 2005 | 2006 | 2010 |
| ---- | ---- | ---- | ---- | ---- | ---- | ---- | ---- | ---- |
| 316  | 294  | 251  | 211  | 181  | 200  | 252  | 251  | 282  |

| 2015 | 2020 | 2022 | - | - | - | - | - | - |
| ---- | ---- | ---- | - | - | - | - | - | - |
| 279  | 267  | 270  | - | - | - | - | - | - |

## Culture locale et patrimoine

### Lieux et monuments

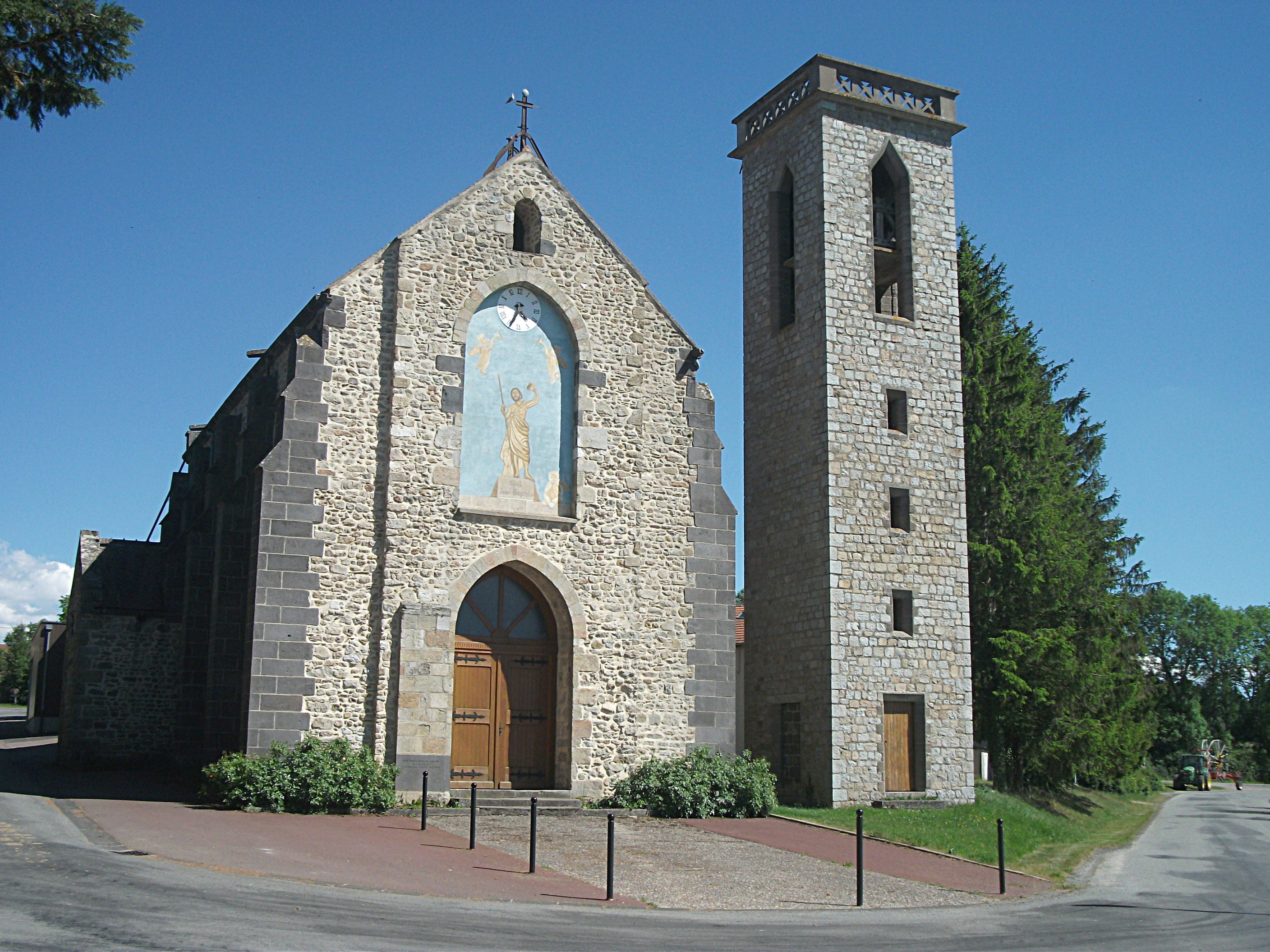
Église.

On peut voir à Pouzol deux monuments remarquables : l'église Saint-Victor et la Vierge.
L'église Saint-Victor a fait l'objet d'une restauration en 2004. Cette église est remarquable dans les Combrailles grâce à son campanile érigé en 1952. L'arcature aveugle au-dessus du porche a été agrémentée d'une peinture représentant Saint Jean-Baptiste, bien que l'église soit sous le patronage de saint Victor. Drapé de sa peau de bête, il tient d'une main son bâton pastoral, tandis que l'autre brandit une coquille Jean-Jacques. À gauche du porche, un bloc d'andésite porte l'inscription : « Moignoux curé de Pouzol / Neuville maire / Les membres du conseil municipal ».
La vierge surplombe Pouzol et la vallée de la Sioule.

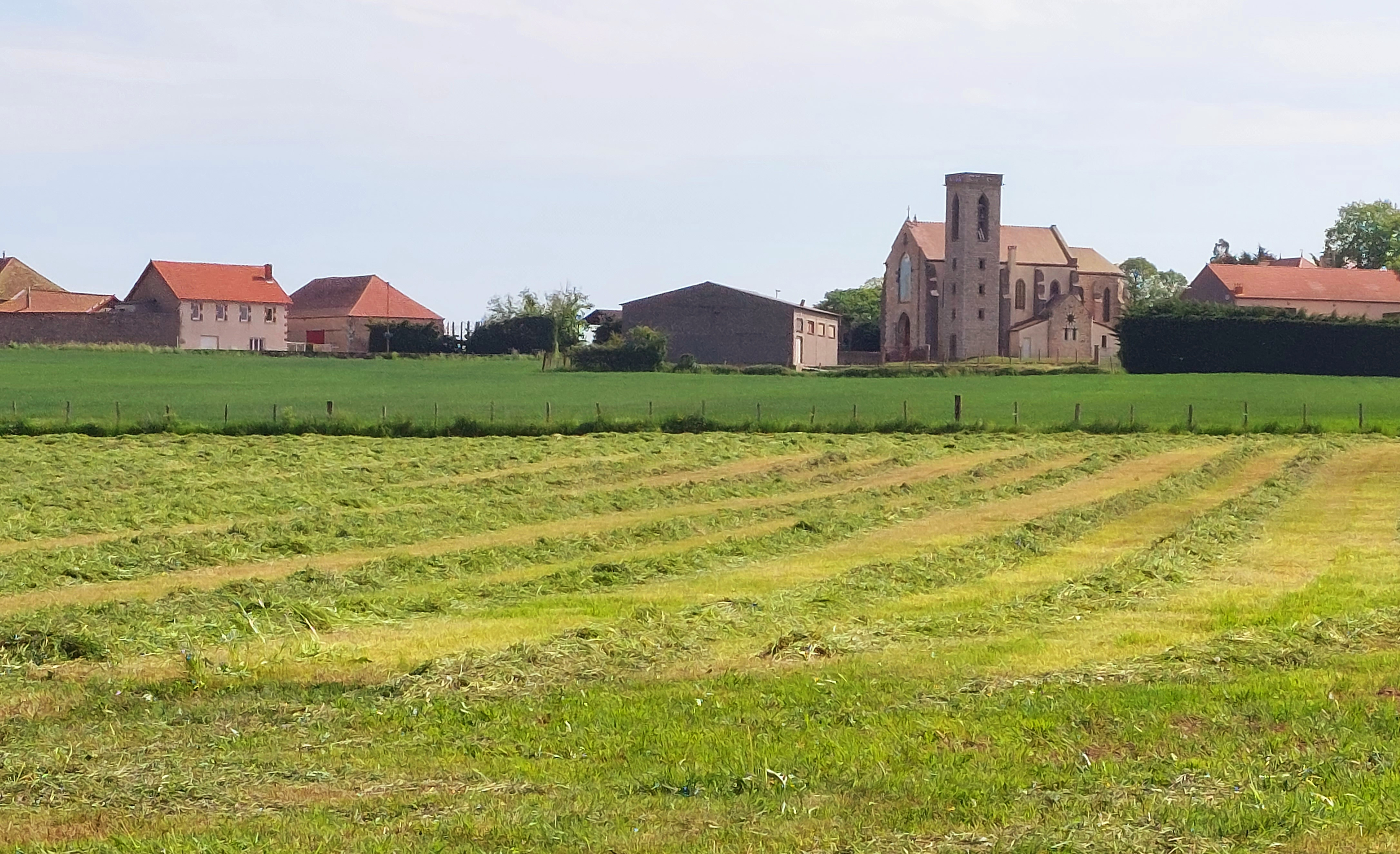
L'église Saint-Victor

À Pouzol, l'enfant bénit de sa main droite, et tient dans sa main gauche un globe surmonté d'une croix. Ici, comme souvent ailleurs, la statue s'accompagne d'une chapelle.

### Héraldique
| Blason de Pouzol | Blason  | De gueules à la terrasse pignonnée à redents d'argent sommé d'un caillou de sable et chargée d'un puits d'azur soutenu en pointe d'une rivière d'azur et d'argent de quatre pièces, accompagnée en chef, à dextre du campanile du lieu d'argent maçonné de sable et à senestre d'un tilleul d'or. |
| Blason de Pouzol | Détails | Le statut officiel du blason reste à déterminer. |